# 佩罗西略
佩罗西略，是西班牙卡斯蒂利亚-莱昂塞戈维亚省的一个市镇。 总面积11平方公里，总人口28人（2001年），人口密度3人/平方公里。